# Јаруге
Јаруге су насељено мјесто у граду Приједор, Република Српска, БиХ. Према попису становништва из 1991. у насељу је живјело 326 становника.

## Географија
Ово село се налази у подножју планине Козаре.

## Становништво
| Демографија | Демографија | Демографија |
| Година      | Становника  | Становника  |
| ----------- | ----------- | ----------- |
| 1948.       | 485         |             |
| 1953.       | 434         |             |
| 1961.       | 369         |             |
| 1971.       | 537         |             |
| 1981.       | 337         |             |
| 1991.       | 326         |             |